# Aveta

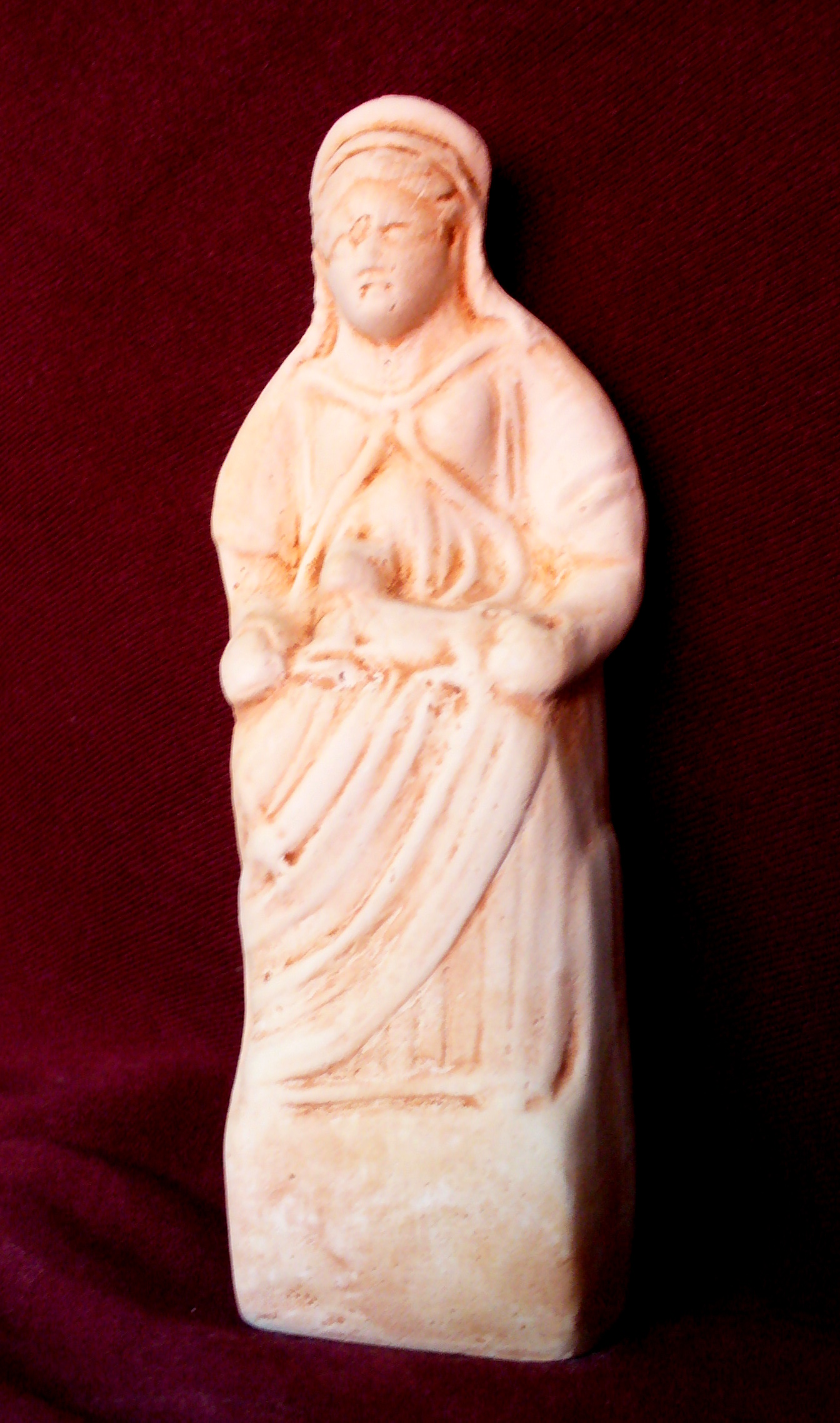
Aveta, ou uma deusa mãe similar, como representada em estatueta de terracota entre os Tréveros. (Réplica)

Na religião gálico-romana, Dea Aveta era a deusa mãe, também associada à primavera de água fresca em Trier no que agora é a Alemanha. Aveta é conhecida principalmente de manequins de barro encontrados em Toulon-sur-Allier na França e em Trier. Estes manequins mostram a deusa com crianças no peito, pequenos cachorros de colo, ou cestas de fruta. Houve um templo dedicado à Aveta no complexo Altbachtal em Trier.
O nome dela era também conhecido das inscrições encontradas na Suíça, e a Côte-d'Or (França).